# Chentetenka
Chentetenka (auch Chentetka gelesen) ist der Name einer altägyptischen Königin, welche als die zweite Ehefrau von König (Pharao) Djedefre in der 4. Dynastie während des Alten Reiches angesehen wird.

## Identität
Chentetenka trug königliche Titel wie „Königliche Gemahlin“, „Begleiterin des Horus“ und „Priesterin der Neith“. Sie ist bislang nur durch Statuengruppen aus der Pyramidennekrople des Djedefre in Abu Roasch belegt. Sie wird dort als kleine, kniende Frauenfigur zu Füßen des Pharaos gezeigt, wie sie ihren rechten Arm um das linke Bein des Königs legt. Chentetenka mag Söhne und Töchter gehabt haben, doch es ist unbekannt, wer genau diese waren und wie viele Kinder sie geboren hatte. Auch das Grabmal von Chentetenka ist unbekannt, manche Ägyptologen und Archäologen vermuten die Satellitenpyramide an der Südwest-Ecke der Djedefre-Pyramide als ihre letzte Ruhestätte, doch andere Forscher wie Rainer Stadelmann und Peter Jánosi sehen in dem kleinen Monument eine Kultpyramide.